# Instituto de Doenças do Tórax da Universidade Federal do Rio de Janeiro
O Instituto de Doenças do Tórax (IDT) é uma unidade de ensino, pesquisa e extensão que compõe o complexo médico-hospitalar da Universidade Federal do Rio de Janeiro (UFRJ). Fundado em 1957 pelo professor Antônio Ibiapina, como Instituto de Tisiologia e Pneumologia (ITP), é hoje referência na assistência a portadores de doenças pulmonares, atuando também nas áreas de Pneumologia e Tisiologia.